# Acinipe hesperica
Acinipe hesperica es una especie de ortóptero de la familia Pamphagidae descrita por primera vez por Rambur en 1838. La especie se distribuye principalmente por el sur de España, así como por la franja atlántica y mediterránea de África del Norte.

## Descripción
Es un saltamontes de gran tamaño, de aspecto rugoso, movimientos lentos y saltos torpes, especialmente las hembras, debido a un abdomen de alrededor de cinco centímetros. Las hembras alcanzan entre 63-85 mm, siendo el macho del orden de tres o cuatro veces más pequeño. El cuerpo del macho es esbelto y alargado, ligeramente mayor que la mitad del cuerpo de la hembra.
Poseen antenas filiformes de 15-19 artejos sobre una frente poco pronunciada y redondeada, con élitros vestigiales del mismo color que el cuerpo o más oscuro y que apenas alcanzan el final del tórax. Sus tibias posteriores presentan una pilosidad blanca y densa. La zona del abdomen y el resto del tórax se encuentran completamente descubiertos y son ligeramente rugosos y plisados.
Los machos poseen un color más uniforme que las hembras, menos variado entre marrón y rojizo. El borde posterior de los anillos, excepto debajo del vientre, es rojizo con líneas negras longitudinales. Algunas partes del cuerpo presentan un color rosado: la parte interna e inferior de las patas traseras es de color rosa, así como la cara interna de tibias y tarsos, que poseen además una raya negra transversal hacia su base. Las espinas de las patas son de color naranja con el extremo negro.

## Distribución
La especie se distribuye principalmente por el sur de España, franja atlántica y mediterránea del África del Norte.

## Hábitat
Habita en lugares con vegetación dispersa, pinares y valles de montaña soleados.

## Subespecies
La especie se divide en las siguientes subespecies:
- A. h. Cristata
- A. h. Lepineyi
- A. h. Melillensis
- A. h. Pygmaea
- A. h. Coerulipes
- A. h. Ahansala
- A. h. Hesperica